# Berlin Hauptbahnhof

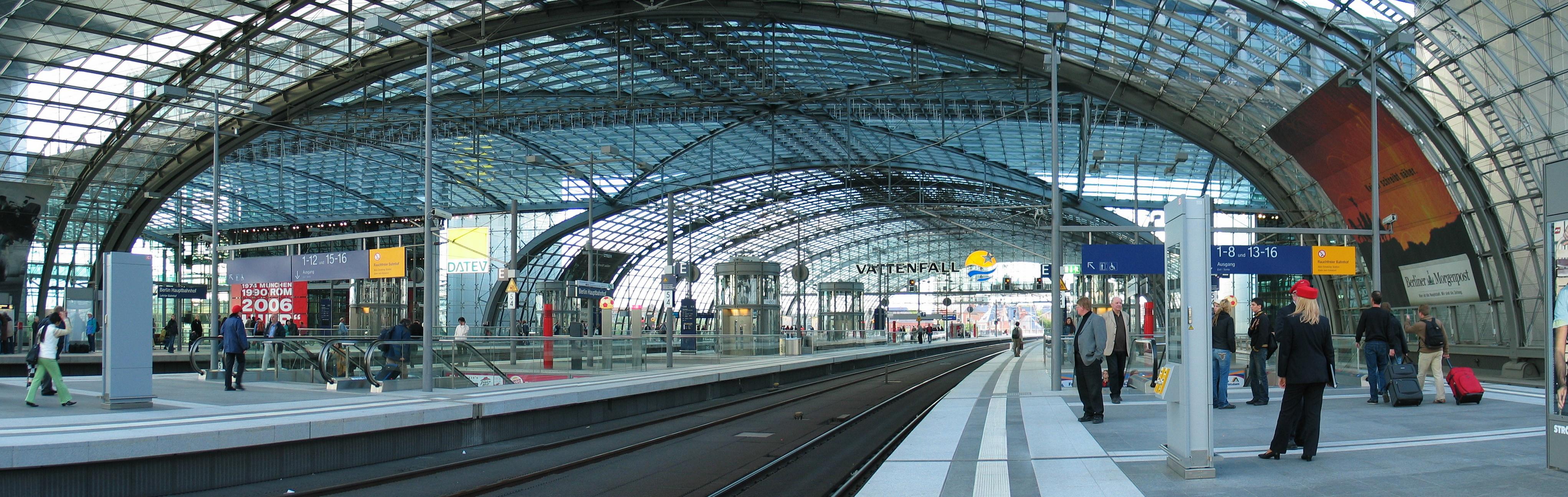
Horní překryté nástupiště

Berlin Hauptbahnhof (Berlín hlavní nádraží) je hlavní osobní nádraží v Berlíně. Nádraží bylo otevřeno 28. května 2006 po zhruba deseti letech stavby jako pilíř nového dopravního konceptu v Berlíně. Stavba, která měla stát kolem 700 milionů eur, patří nejen z technického hlediska k významným pozoruhodnostem města.

## Dějiny nádraží

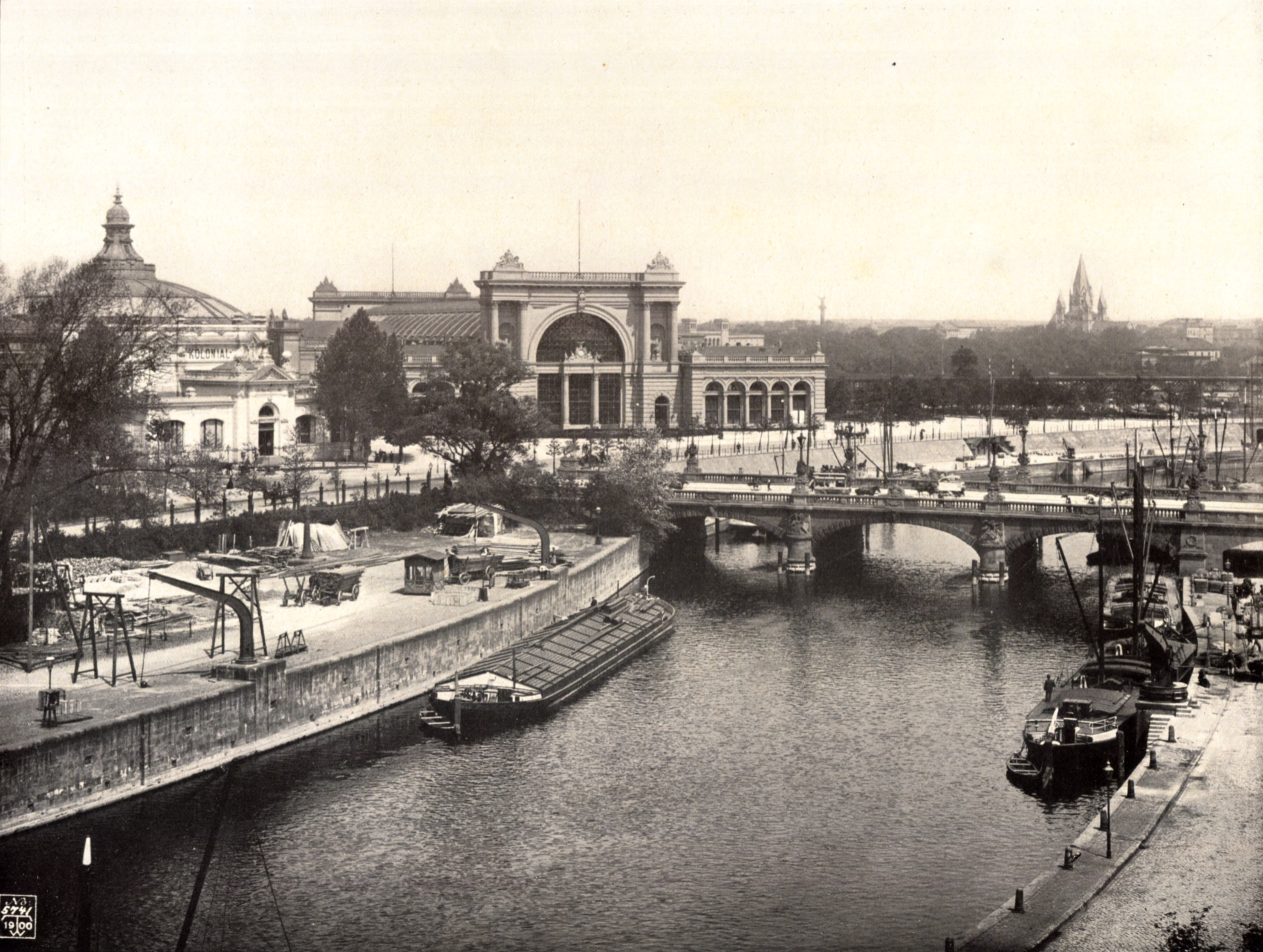
Lehrter Bahnhof kolem roku 1900

Dnešní hlavní nádraží stojí na místě původního Lehrtského nádraží (Berlin Lehrter Bahnhof) z let 1868-71, odkud vyjížděly vlaky spojující Berlín s Hannoverem (městečko Lehrte bylo prvním železničním uzlem na hannoverském území). Nádraží leží na Sprévě poblíž Humboldtova přístavu. Návrhy pocházely od architektů Alfreda Lenta, Bertolda Scholze a Gottlieba Henriho Lapierra a byly drženy v reprezentativním stylu francouzské novorenesance, čímž se nádraží (i přes některé změny provedené během výstavby) lišilo od jiných berlínských nádraží.
Jednalo se o koncové (hlavové) nádraží. Nádražní hala měřila 188 metrů do délky a byla široká 38 metrů, po stranách se nacházela dvě křídla. Původně se zde nacházely čtyři koleje pro výstup a nástup a jedna kolej pro objíždění lokomotiv. Od roku 1984 odtud byly vypravovány i vlaky do Hamburku a dále do Skandinávie. Roku 1907 plánovaná přestavba a přeměna nádraží na ústřední hlavní nádraží nebyla uskutečněna. Nádraží bylo známé rychlými spojeními do cílových měst, již v roce 1872 odtud jezdily expresní rychlíky rychlostí 90 km/h, roku 1932 byl uveden do provozu Der Fliegende Hamburger (Létající Hamburčan), který jel rychlostí až 160 km/h a dosáhl Hamburku za 138 minut.

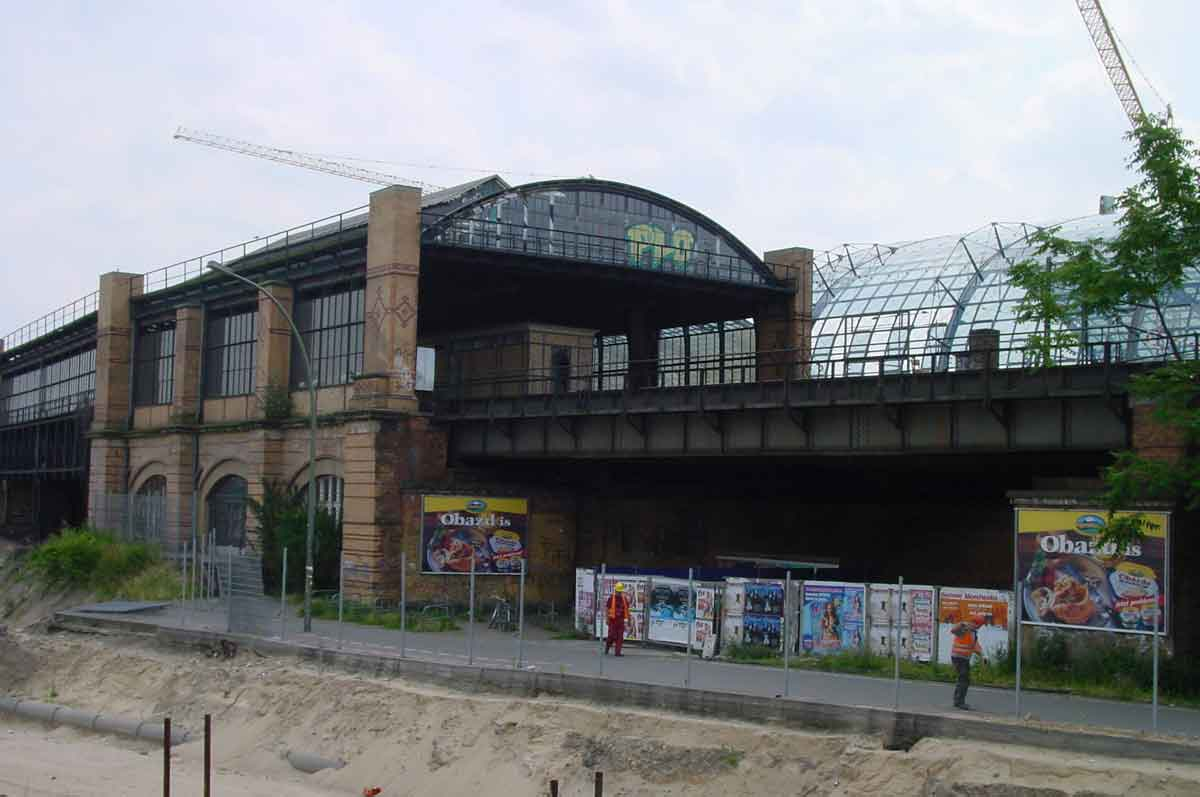
Lehrter Stadtbahnhof, krátce před zbouráním 2000, v pozadí hala nového nádraží

Během druhé světové války utrpělo nádraží těžké škody při bombardování a vyhořelo. Z nedostatku jiných alternativ bylo po válce provizorně znovuvybudováno pro nouzový provoz. V srpnu 1951 byl provoz ukončen; bourání a odklizení ruin se však protáhlo až do roku 1959, protože se musel brát ohled na v bezprostřední blízkosti se nacházející nádraží Lehrter Stadtbahnhof (Lehrtské městské nádraží), sloužící městské (S-Bahn) a regionální dopravě. Po roce 1951 ztratila tato původně přestupní stanice na významu, později i proto, že pokračování trati městské dopravy pak leželo již ve Východním Berlíně. Toto městské nádraží se nacházelo v památkové péči a bylo roku 1987 k 750. výročí založení města za asi 10 milionů eur sanováno, v průběhu výstavby nového hlavního nádraží však roku 2000 zbouráno.

## Hlavní nádraží

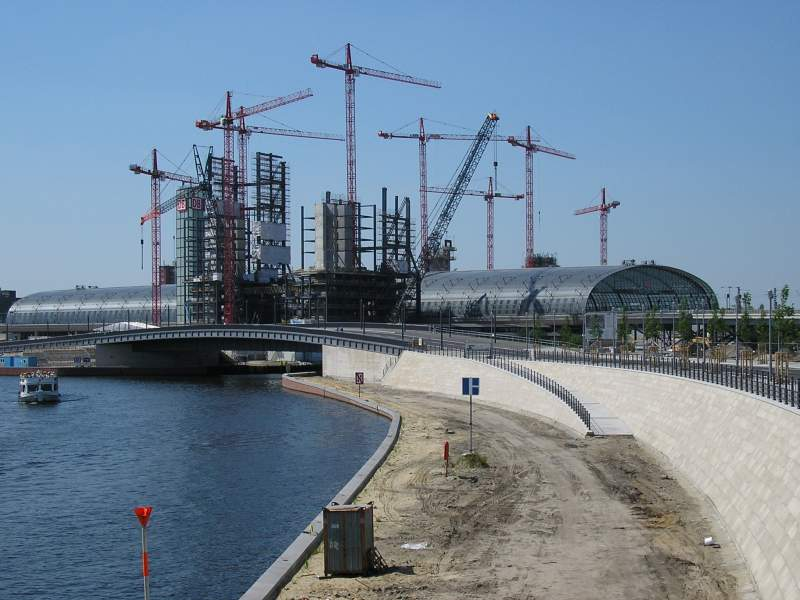
Staveniště nádraží v květnu 2005

Po pádu Berlínské zdi v roce 1989 začal berlínský senát diskutovat o novém dopravním konceptu, této diskuse se účastnily i německé dráhy Deutsche Bundesbahn. Jednalo se nejen o vyřešení pozůstatků minulosti (faktické rozdělení dopravy na dvě nepropojené části), ale i o podtržení skutečnosti, že Berlín je hlavním městem. Elementární roli v těchto konceptech hrálo zřízení ústředního nádraží ve městě. Roku 1992 bylo rozhodnuto zřídit takové nádraží na místě dřívějšího Lehrtského nádraží, 1993 byla pro tento projekt vypsána dopravně-architektonická soutěž, ve které zvítězil architekt Meinhard von Gerkan s partnery.

### Konstrukce, fáze stavby
S pracemi bylo započato 1995 vrtáním nového tunelu, který má čtyři tubusy pro dálkovou a regionální dopravu, dva tubusy pro metro a jeden tubus pro silniční dopravu. Během těchto prací, které trvaly až do roku 2005, musel být v letech 1996 až 1998 přeložen tok Sprévy. Od roku 2001 se pracovalo na nových viaduktech. Roku 2002 se započalo s výstavbou zastřešení horní haly, která se skládá ze zasklené ocelové konstrukce, celkem z přibližně 8 000 segmentů, každý jiných rozměrů.
Zde došlo ke značné roztržce s architekty: zastřešení mělo podle plánů překrývat nástupiště na délce 430 metrů, bylo však proti jejich vůli zkráceno o 110 metrů, v čemž hlavní architekt von Gerkan viděl hrubé porušení uměleckého konceptu (důvodem pro zkrácení byly jednak silně zvýšené náklady, za druhé pak časová tíseň v důsledku prodloužení termínů – nádraží by nebylo hotové do otevření mistrovství světa ve fotbale 2006). Protože všechny segmenty již byly dodány a uskladněny v Berlíně, bylo dostavění dle původního plánu teoreticky možné, náklady by však byly ještě vyšší než původně a velkou potíží by byl běžící, normální provoz nádraží. Další konflikt vznikl změnou stropů ve spodních etážích, také bez konzultací s architekty.
Jistým technickým unikátem jsou i dvě budovy s úřady, které visí napříč nad hlavní halou. Jejich konstrukce (celkem 2500 tun) byla napřed postavena vertikálně jako čtyři sloupy, které byly (zavěšeny na lanech) v červenci 2005 během dvou víkendů sklopeny rychlostí 68 metrů za hodinu.

### Nové nádraží

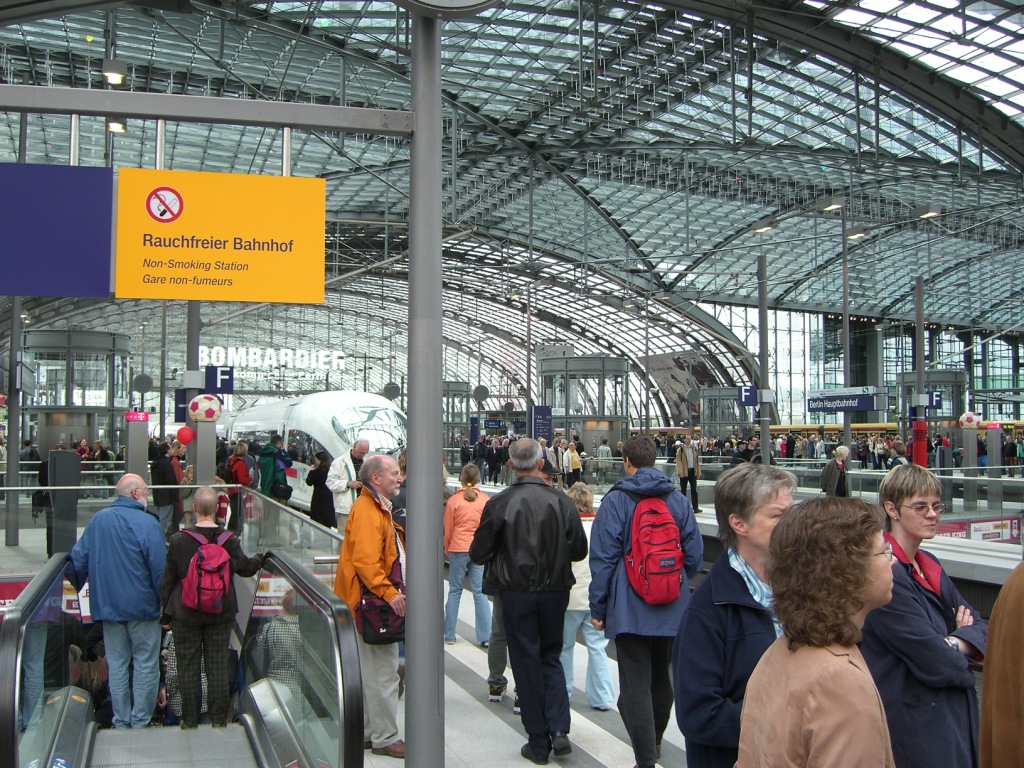
Horní úroveň

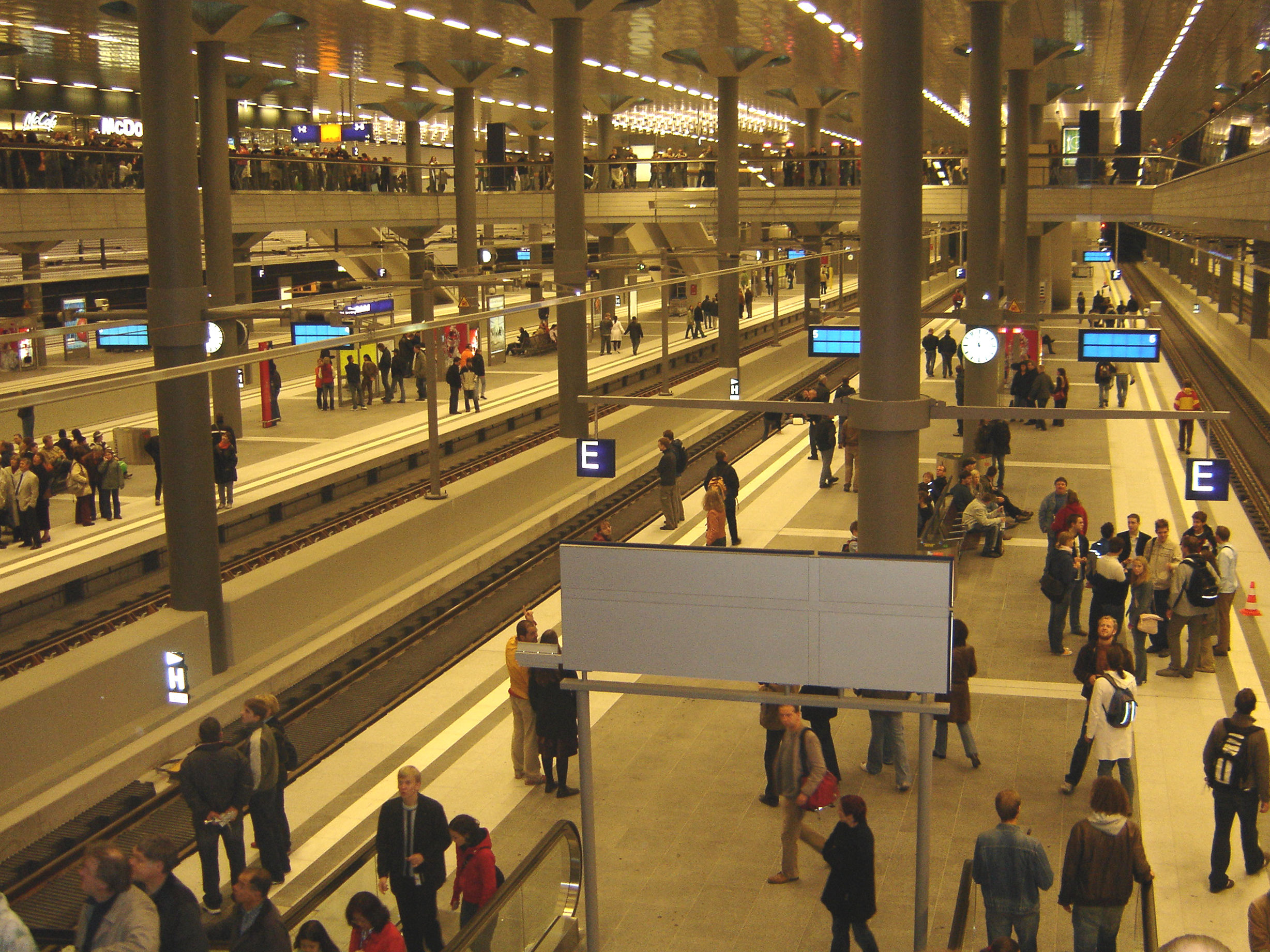
Dolní úroveň

Nádraží bylo slavnostně otevřeno 26. května 2006 za doprovodu mnoha koncertů a jiných masových shromáždění. Nádražní budova se skládá z celkem pěti podlaží, z nichž dvě slouží dopravě, v ostatních jsou obchody, úřady apod. Horní podlaží (ve výšce 10 m nad úrovní terénu) je určeno městské a regionální dopravě (4 koleje), v hloubce 15 m pod úrovní terénu se nachází nástupiště (8 kolejí) pro dálkovou dopravu; stanice metra byla otevřena 8. srpna 2009.
Na celkem třech podlažích s plochou kolem 15 000 m² je místo pro současně asi 80 obchodů, butiků, restaurací a dalších zařízení. Dvě mostní budovy napříč přes hlavní halu skýtají 42 000 m² plochy různým úřadům.
Otevření nádraží provázely velký ohňostroj a jiná lákadla pro publikum. V Berlíně si rychle získalo oblibu, ale neobešlo se bez další kritiky na vedení německých drah. V rámci konceptu ústředního nádraží bylo rozhodnuto, že na druhém, tradičním nádraží Berlin Zoologischer Garten nebudou stavět dálkové vlaky. Výhoda tohoto nádraží byla jeho zcela centrální poloha v západní části města a dobré napojení na městskou hromadnou dopravu.